# Vejlen/Ulvedyb
Vejlen eller   Ulvedyb er en 5,9 km2 stor  brakvandssø omgivet af store rørskove i Gjøl og Øland Sogne, i Jammerbugt Kommune. Det er en tidligere fjordarm i nordsiden af Gjøl Bredning i Limfjorden, som den er afskåret fra af en dæmning der blev anlagt i perioden 1914- 1921. Mod øst ligger halvøen Gjøl, mod vest halvøen Øland og mod nord ligger, adskilt med et dige med tilhørende pumpestation, Ølands Vejle.
Området  er både ramsarområde fuglebeskyttelsesområde og habitatområde under Natura 2000-område Natura 2000-område nr. 15 Nibe Bredning, Halkær Ådal og Sønderup Ådal.

## Eksterne kilder
- Naturstyrelsen: Arealer ved Ulvedybet
- Miljøstyrelsen reservatfolder nr. 5: Ulvedybet Arkiveret 5. juli 2022 hos  Wayback Machine

57°4′43″N 9°38′28″Ø / 57.07861°N 9.64111°Ø